# Money in the Bank (2014)
Cet article concerne l'édition 2014 du pay-per-view Money in the Bank. Pour toutes les autres éditions, voir Money in the Bank.
L’édition 2014 de Money in the Bank est une manifestation de catch professionnel télédiffusée et visible uniquement en paiement à la séance ainsi que gratuitement sur la chaîne de télévision AB1. L'événement, produit par la World Wrestling Entertainment (WWE), a eu lieu le 29 juin 2014 au TD Garden à Boston, dans le Massachusetts. Il s'agit de la cinquième édition du Money in the Bank, pay-per-view annuel qui, comme son nom l'indique, propose un ou plusieurs Money in the Bank Ladder match en tête d'affiche. Le show est le sixième pay-per-view de la WWE en 2014. Plusieurs superstars de la WWE sont les vedettes de l'affiche officielle (promotionnelle),,.

## Contexte
Les spectacles de la WWE en paiement à la séance sont constitués de matchs aux résultats prédéterminés par les scénaristes de la WWE. Ces rencontres sont justifiées par des storylines — une rivalité avec un catcheur, la plupart du temps — ou par des qualifications survenues dans les émissions de la WWE telles que Raw, SmackDown, Superstars et Main Event. Tous les catcheurs possèdent une gimmick, c'est-à-dire qu'ils incarnent un personnage gentil ou méchant, qui évolue au fil des rencontres. Un pay-per-view comme Money in the Bank est donc un événement tournant pour les différentes storylines en cours.

### WWE World Heavyweight Championship Ladder match
Stephanie McMahon a annoncé le 2 juin à RAW à Daniel Bryan qu'il affrontera Kane lors du pay-per-view Money in the Bank. Lors de RAW du 9 juin, Stephanie McMahon et Triple H ont annulé le match entre Kane et Bryan à cause de l'incapacité de ce dernier de combattre. Stephanie McMahon a donc été obligée de retirer le WWE World Heavyweight Championship. Le Money in the Bank Ladder match aura comme enjeu pour la première fois la ceinture poids lourds de la WWE. Les quatre premiers hommes à être qualifiés sont Alberto Del Rio (qui a battu Dolph Ziggler en match préliminaire), Sheamus (qui s'est défait du champion intercontinental Bad News Barrett), Cesaro (après une victoire sur Rob Van Dam) et Randy Orton (qui a été choisi par Triple H). Lors de Smackdown du 13 juin, Bray Wyatt devient le cinquième homme à être qualifié en battant Dean Ambrose, grâce à une intervention de Seth Rollins. Roman Reigns se qualifie également au match, grâce à une victoire de ce dernier dans une Bataille Royal, en éliminant en dernier Alexander Rusev. John Cena est aussi qualifié en battant Kane dans un Stretcher Match. Lors du dernier Raw avant le PPV, alors que Sheamus faisait équipe avec John Cena et Roman Reigns pour affronter les autres participants du match, Kane est intervenu et a attaqué la totalité des catcheurs présents dans le ring. Après cela, il est ajouté par Triple H dans le Ladder match et devient le 8e participant.

## Tableau des matchs
| #                                                                  | Matchs                                                                                        | Stipulations                                                                          | Temps |
| ------------------------------------------------------------------ | --------------------------------------------------------------------------------------------- | ------------------------------------------------------------------------------------- | ----- |
| 1                                                                  | The Usos (c) battent The Wyatt Family                                                         | Tag team match pour le WWE Tag Team Championship                                      | 13:53 |
| 2                                                                  | Paige (c) bat Naomi                                                                           | Match simple pour le WWE Divas Championship                                           | 7:02  |
| 3                                                                  | Adam Rose bat Damien Sandow                                                                   | Match simple                                                                          | 5:12  |
| 4                                                                  | Seth Rollins bat Kofi Kingston, Jack Swagger, Dolph Ziggler, Rob Van Dam et Dean Ambrose      | Money in the Bank Ladder match pour la mallette du WWE World Heavyweight Championship | 23:10 |
| 5                                                                  | Goldust et Stardust battent Rybaxel (Ryback et Curtis Axel)                                   | Tag team match                                                                        | 8:16  |
| 6                                                                  | Rusev (avec Lana) bat Big E                                                                   | Match simple                                                                          | 8:19  |
| 7                                                                  | Layla bat Summer Rae                                                                          | Match simple avec Fandango comme arbitre spécial                                      | 3:07  |
| 8                                                                  | John Cena bat Alberto Del Rio, Randy Orton, Sheamus, Cesaro, Bray Wyatt, Roman Reigns et Kane | Ladder match pour le WWE World Heavyweight Championship                               | 26:20 |
| (c) – désigne le(s) champion(s) défendant leur titre dans un match |                                                                                               |                                                                                       |       |